# Яблонна (Ленчицький повіт)
Яблонна (пол. Jabłonna) — село в Польщі, у гміні Дашина Ленчицького повіту Лодзинського воєводства.
Населення — 85 осіб (2011).
У 1975-1998 роках село належало до Плоцького воєводства.

## Демографія
Демографічна структура станом на 31 березня 2011 року:
|          | Загалом | Допрацездатний вік | Працездатний вік | Постпрацездатний вік |
| -------- | ------- | ------------------ | ---------------- | -------------------- |
| Чоловіки | 45      | 9                  | 29               | 7                    |
| Жінки    | 40      | 6                  | 19               | 15                   |
| Разом    | 85      | 15                 | 48               | 22                   |